# LII Festival del Huaso de Olmué
El LII Festival del Huaso de Olmué fue un certamen que se realizó entre el 19 de enero y el 22 de enero de 2023 en el Anfiteatro El Patagual en la comuna de Olmué, Región de Valparaíso, Chile. Fue el primer festival de la canción televisado en Chile después de la pandemia de COVID-19, y retomó su realización luego de ser suspendido en dos ocasiones por el mismo motivo.
Fue transmitido por Televisión Nacional de Chile y contó con Ivette Vergara y Eduardo Fuentes en la conducción del evento.

## Antecedentes
En mayo de 2022, el municipio de Olmué publicó las bases de licitación para la transmisión y realización de las ediciones 52°, 53° y 54° del festival. En primera instancia no se presentaron interesados, teniendo que hacer un segundo llamado en julio, donde TVN se adjudicó la licitación por el período 2023-2025.
El 12 de diciembre de 2022 se realizó el lanzamiento de la parrilla programática, confirmando a los primeros artistas que se presentarían en el regreso del certamen, luego de su suspensión por la Pandemia de COVID-19. En la ocasión se confirmó a Zúmbale Primo, Illapu, La Rosa con el Grupo Red, Young Cister, Entremares y Santaferia como números musicales, dejando en la incógnita quién sería la artista encargada de abrir los fuegos en la jornada inaugural, dejando entrever que sería una reconocida cantautora chilena afincada en otro país con una carrera musical exitosa y ganadora de 4 premios Latin Grammy. En cuanto al humor se confirmó la presencia de Nathalie Nicloux, Alex Ortiz y Bombo Fica, dejando un comediante por confirmar para el tercer día de festival, al igual que el número de apertura de ese día.
El 29 de diciembre se confirmó que el grupo de cumbia La Combo Tortuga sería el grupo encargado de abrir la noche del sábado 21 de enero y que el comediante Luis Slimming ocuparía el cupo de humor faltante.
El 5 de enero, finalmente se confirmó la presencia de la reconocida artista chileno-mexicana y ganadora de 4 Grammy Latinos, Mon Laferte, en la apertura del evento acompañada del grupo folclórico femenino mexicano Mujeres del Viento Florido, completando la grilla de artistas del certamen.

## Artistas

### Musicales
- / Mon Laferte
- Zúmbale Primo
- Illapu
- La Rosa
- Grupo Red
- La Combo Tortuga
- Young Cister
- Entremares
- Santaferia

### Humor
- Nathalie Nicloux
- Álex Órtiz
- Luis Slimming
- Bombo Fica

## Programación y desarrollo
|  | Obertura               |
|  | Artista musical        |
|  | Humor                  |
|  | Competencia folclórica |

### Día 1 - jueves 19 de enero

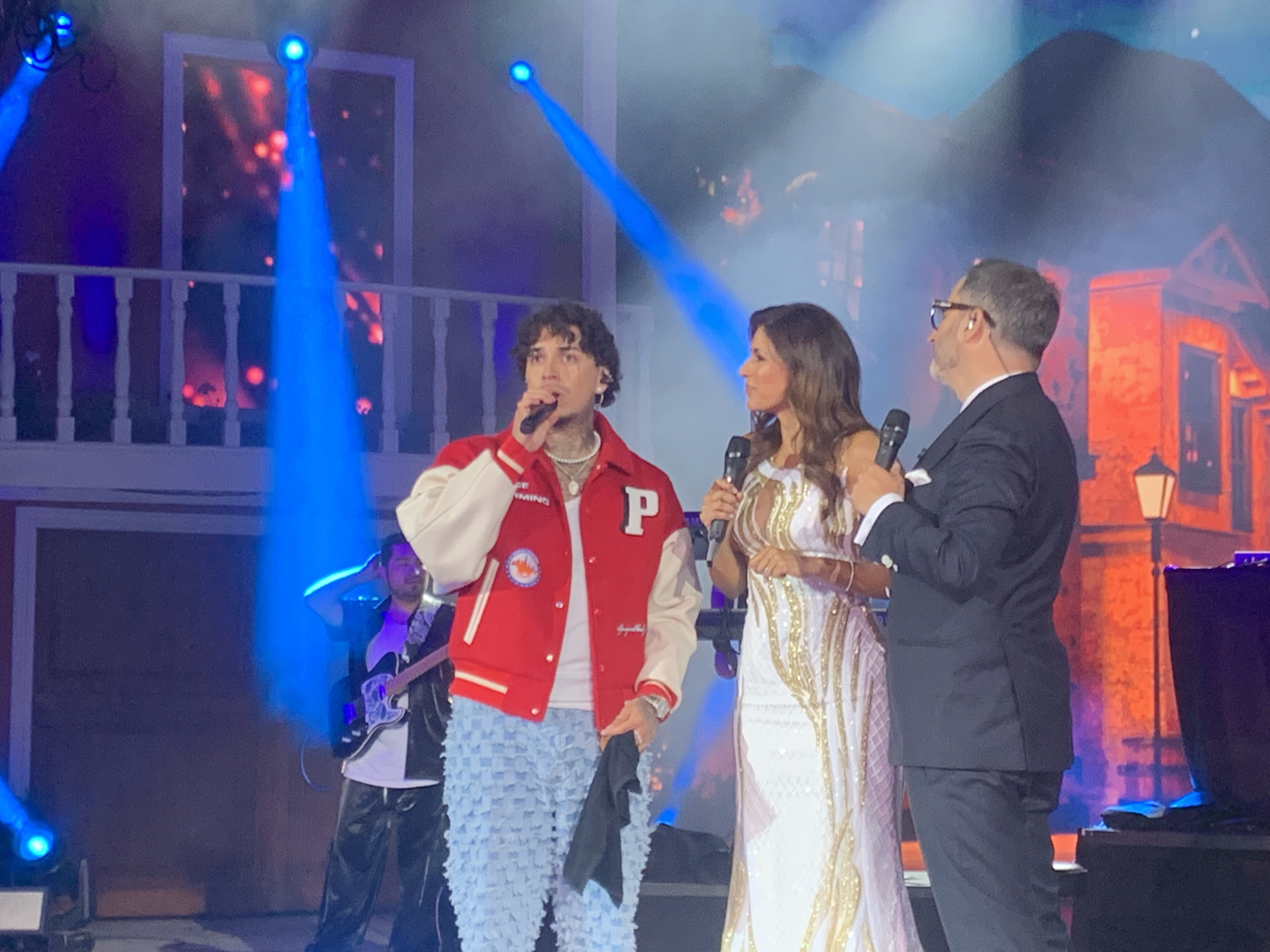
Young Cister en su primera vez en un festival televisado

| N.º | Nombre                                             | Género/Tipo                                                             | Lista de temas/Rutina |
| --- | -------------------------------------------------- | ----------------------------------------------------------------------- | --- |
| O   | Ballet Folclórico Nacional                         | Obertura                                                                | Ver listaCasamiento Huaso: 1. «Ya se casaron los novios» 2. «La cardita» 3. «La naranja es amarilla» 4. «Cueca de los novios» |

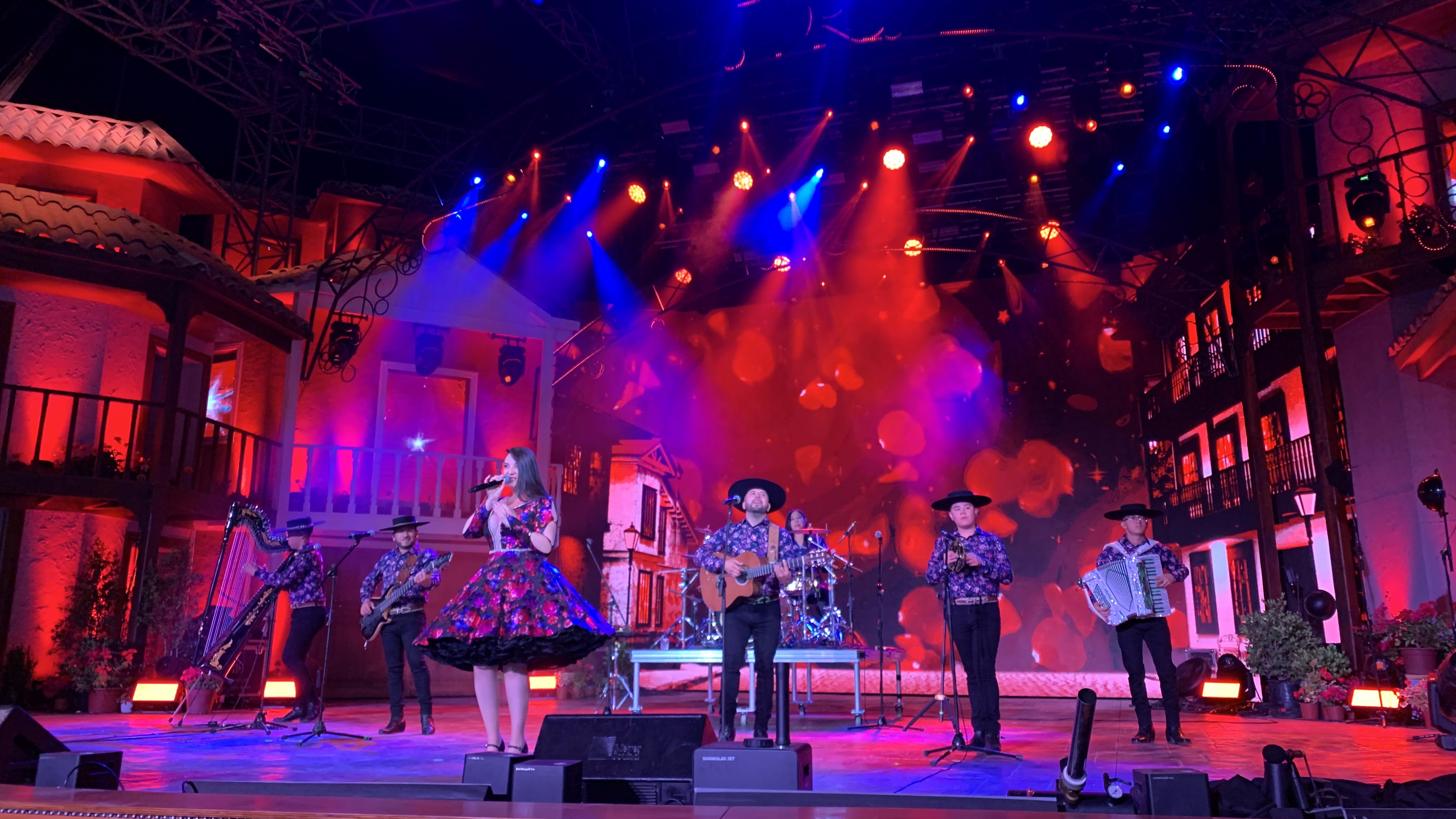
Entremares presentándose en la noche de cierre del certamen en su versión n° 52.

| 1   | / Mon Laferte (junto a Mujeres del Viento Florido) | Cantautora de indie pop, indie rock, rock alternativo, baladas y bolero | Ver lista 1. «La Trenza» 2. «El Cristal» 3. «Yo Te Qui» 4. «Pa' Donde Se Fue» 5. «Se Me Va A Quemar El Corazón» 6. «Vendaval» 7. «Se Va La Vida» 8. «Canción Sin Miedo» (cover de Vivir Quintana) 9. «Te Vi» 10. «Si Tú Me Quisieras» 11. «La Enagüita» (con Chabelita Fuentes) 12. «Plata Ta Tá» 13. «La Democracia» 14. «Amárrame» 15. «El Beso» 16. «Tu falta de querer» |
| 2   | Nathalie Nicloux                                   | Humor                                                                   | Humor |
| 3   | Ankaly                                             | Competencia folclórica (1.er grupo)                                     | «El carnaval de los abuelos» |
| 4   | Sandra Caqueo                                      | Competencia folclórica (1.er grupo)                                     | «Nayra Pacha» |
| 5   | Los Bravos de Talca                                | Competencia folclórica (1.er grupo)                                     | «Vivan los Campos» |
| 6   | Efedella                                           | Competencia folclórica (1.er grupo)                                     | «Raíces» |
| 7   | Zúmbale Primo                                      | Banda ranchera y tropical chileno                                       | Ver lista 1. Cinco Días 2. Ay Amor 3. Acorralado Entre Mis Lágrimas 4. Un Hombre No Llora 5. Una Cerveza (con Rodrigo Tapari) 6. Fue Difícil (con Rodrigo Tapari) 7. Me Emborracharé 8. Que Te Vaya Bien 9. Cinco Minutos y Nada Más 10. Contigo |

### Día 2 - viernes 20 de enero
| N.º | Nombre                                             | Género/Tipo                         | Lista de temas/Rutina |
| --- | -------------------------------------------------- | ----------------------------------- | --- |
| O   | De Pata en Quincha                                 | Obertura                            | Ver listaFiesta campesina: 1. «Palomo desmemoriado» 2. «Que sacaré con quererte» 3. «Yo vi una chiquilla linda» |
| 1   | Illapu                                             | Grupo de música folclórica andina   | Ver lista 1. Sincero Positivo 2. Lejos del Amor 3. Volarás 4. Voces Nuevas 5. El Necio (cover de Silvio Rodríguez) 6. La Partida (cover de Víctor Jara) 7. Sipassy 8. Chungara 9. Cacharpaya del Pasiri 10. Amigo 11. Hermana de las Gaviotas 12. Vuelvo para vivir 13. La vida volverá 14. Sobreviviendo 15. El Baile de los que sobran (cover de Los Prisioneros/homenaje a Jorge González) 16. Baila Caporal 17. Candombe para José |
| 2   | Alex Ortiz                                         | Humor                               | Humor |
| 3   | Cantando aprendo a hablar                          | Competencia folclórica (2.do grupo) | «Pueblos Originarios» |
| 4   | Romina Núñez y Pancho Miranda                      | Competencia folclórica (2.do grupo) | «Poyewün» |
| 5   | Voces de Aysén                                     | Competencia folclórica (2.do grupo) | «Donde vive el agua» |
| 6   | Grupo Mai Hiva                                     | Competencia folclórica (2.do grupo) | «Hola RapaNui» |
| 7   | La Rosa y Grupo Red (Cumbre de la Movida Tropical) | Grupos de cumbia tropical argentina | Ver listaLa Rosa 1. No Te Vi Más 2. El Ángel Enamorado 3. Lunita Morena 4. Te Doy Mi Corazón 5. No Te Enamores 6. Si Yo Fuera Él 7. Para Siempre 8. Sueño Su Boca 9. No Te Lo Puedo Creer Grupo Red 1. Déjame Amarte 2. No Me Dejes 3. Aún Me Amas 4. No Podré Olvidarte 5. Amor de Adolescentes |

### Día 3 - sábado 21 de enero
| N.º | Nombre                        | Género/Tipo                                | Lista de temas/Rutina |
| --- | ----------------------------- | ------------------------------------------ | --- |
| O   | Campeones de Cueca            | Obertura                                   | Ver lista 1. «El marinero» 2. «Mándame a quitar la vida» 3. «Negrito del alma» 4. «El músico errante» |
| 1   | La Combo Tortuga              | Grupo de nueva cumbia chilena              | Ver lista 1. Cabezón 2. Soy Feo Pero Rico 3. Te Vuelvo a Ver 4. Tu Recuerdo (con Jordan) 5. Cuando Decidas Partir 6. Vamos Por Otra 7. Me Sobrabas Tú 8. Caminemos (con Movimiento Original) 9. Mil Amores 10. No Se Mienta (con Juanito Ayala) 11. La Tortuga Vacilona 12. Jefe 13. Cumbia de la Güena |
| 2   | Luis Slimming                 | Humor                                      | Humor |
| 3   | Los Bravos de Talca           | Competencia folclórica (Semifinal)         | «Vivan los Campos» |
| 4   | Voces de Aysén                | Competencia folclórica (Semifinal)         | «Donde vive el agua» |
| 5   | Romina Núñez y Pancho Miranda | Competencia folclórica (Semifinal)         | «Poyewün» |
| 6   | Ankaly                        | Competencia folclórica (Semifinal)         | «El carnaval de los abuelos» |
| 7   | Young Cister                  | Cantante de trap, reguetón y música urbana | Ver lista 1. Ganas 2. Dolce 3. Oh la la 4. Debí llevarte flores 5. Samurai 6. Luismi 7. Te quiero ver 8. Ay dime 9. Caminemos de la mano 10. Llámame bebé 11. Sextime 12. La terapia |

### Día 4 - domingo 22 de enero
| N.º | Nombre                        | Género/Tipo                      | Lista de temas/Rutina |
| --- | ----------------------------- | -------------------------------- | --- |
| O   | Homenaje a músicos fallecidos | Obertura                         | Ver listaHomenaje a: - Pepe Fuentes † (1931-2020) - Mario Gutiérrez † (1949-2021) - Cristián Cuturrufo † (1972-2021) - Claudio Valdés † (1992-2021) - Patricio Manns † (1937-2021) - Luis Dimas † (1942-2021) - Sergio Sauvalle † (1931-2022) - Zalo Reyes † (1952-2022) - Benjamín Mackenna † (1934-2023)                                                                                         |
| 1   | Entremares                    | Grupo de cueca romántica         | Ver lista 1. Jardín de Amor 2. Mi amor, Mi amigo 3. Amor Eterno 4. Globos Blancos al Cielo 5. Si tu me Amaras 6. La Retirada 7. Desde que no Estas Presente 8. El Sol y La Luna 9. No me siento Culpable (con Américo) 10. A tu Lado 11. Te Amo en Silencio |
| 2   | Bombo Fica                    | Humor                            | Humor |
| 3   | Santaferia                    | Grupo de nueva cumbia chilena    | Ver lista 1. Sakate 1 2. Como Duele 3. María Juana 4. La Espina 5. Piensa En Mi 6. Ahora Te Vas 7. El Gil De Tu Ex 8. SDA 9. Feliz Con Verte (con Arte Elegante) 10. Que Te Vaya Bien 11. Yo Juré Cuidarte 12. Deja Tu Luz 13. Punta Del Cerro 14. Morena Esperanza (con Roberto Márquez) 15. Si Te Marchas (con Roberto Márquez) 16. Algún Día Volverás (con Paula Rivas) 17. Asociegate Cachorra |
| 4   | Ankaly                        | Competencia folclórica (Ganador) | «El carnaval de los abuelos» |

## Competencia
| Título                       | Intérprete(s)                 | Autor(a)           | Lugar     |
| ---------------------------- | ----------------------------- | ------------------ | --------- |
| "El Carnaval de los abuelos" | Ankaly                        | Alejandro Guardia  | Ganador   |
| "Donde vive el agua"         | Voces de Aysén                | José Arturo Chávez | 2.° Lugar |
| "Vivan los campos"           | Los Bravos de Talca           | Cristián Cáceres   | 3.° Lugar |
| "Poyewün"                    | Romina Núñez y Pancho Miranda | Romina Núñez       | 4.° Lugar |
| "Hola RapaNui"               | Grupo Mai Hiva                | Mitzziu Muñoz      | Eliminado |
| "Pueblos Originarios"        | Cantando aprendo a hablar     | Pamela Cotorás     | Eliminado |
| "Nayra Pacha"                | Sandra Caqueo                 | Sandra Caqueo      | Eliminado |
| "Raices"                     | Efedella                      | Felipe Dubó        | Eliminado |

### Jurado
- Ricardo de la Fuente[12]
- Gustavo Huerta
- Yamila Reyna[13]
- Jordan
- Rodrigo Ried

## Polémicas

### Reprogramación de competencia folclórica
En la última noche de festival, minutos antes de que comenzara la final de la competencia folclórica, TVN informó la reprogramación del bloque por una falla técnica en la mesa de sonido. La canción ganadora –«El carnaval de los abuelos»– se dio a conocer después de las 2 de la madrugada y la presentación del grupo Ankaly se concretó con baja sintonía y poco público en El Patagual. Cabe destacar que durante las primeras jornadas, la competencia tuvo lugar después del número de humor, por lo que debido a la complicación técnica, el show de Santaferia se tuvo que adelantar.

### La rutina de Nathalie Nicloux
Durante la jornada inaugural, Nathalie Nicloux presentó su rutina humorística sin convencer al público presente en el recinto, ni a las redes sociales. La comediante se despidió entre pifias, bajando del escenario a los 25 minutos de comenzar su show.

## Audiencia
Noche más vista.
     Noche menos vista.
| Noche | Día     | Fecha               | Horario       | Índice de audiencia | Puesto diario |
| ----- | ------- | ------------------- | ------------- | ------------------- | ------------- |
| 1     | Jueves  | 19 de enero de 2023 | 22:10 - 02:47 | 10,3                | Séptimo       |
| 2     | Viernes | 20 de enero de 2023 | 22:01 - 02:58 | 12,2                | Primero       |
| 3     | Sábado  | 21 de enero de 2023 | 22:00 - 02:21 | 12,2                | Primero       |
| 4     | Domingo | 22 de enero de 2023 | 22:00 - 02:27 | 15,9                | Primero       |